# Marie-Line Scholent
Marie-Line Scholent, née le 11 mai 1966 au François, est une athlète française. Elle a évolué au Stade Français au côté de Jacques Piasenta.

## Carrière
Marie-Line Scholent remporte la médaille de bronze du 400 mètres aux Jeux de la Francophonie de 1994 à Bondoufle. Elle est médaillée d'argent du relais 4 × 400 mètres aux Jeux méditerranéens de 1997 à Bari.
Elle a fait partie des séries de 4 × 400 mètres pour qualifier la France aux championnats d'Europe de Helsinki.